# Leptocentrus splendens
Leptocentrus splendens är en insektsart som beskrevs av Ananthasubramanian 1980. Leptocentrus splendens ingår i släktet Leptocentrus och familjen hornstritar. Inga underarter finns listade i Catalogue of Life.